# 마르크 판 보멀
마르크 판 보멀(네덜란드어: Mark Peter Gertuda Andreas Van Bommel, 1977년 4월 22일, 네덜란드 마스브라흐트 ~ )는 네덜란드의 전 축구 선수, 현 축구 감독이다.

## 클럽 경력
판 보멀은 1992년, 후에 장인이 되는 베르트 판 마르바이크가 감독으로 있었던 포르튀나 시타르트에 입단하였다. 팀에 입단한 다음 시즌에는 두각을 나타내면서 팀의 중심 선수로서 당시 2부 리그 소속팀이었던 팀을 에레디비시 1부로 승격시키는 데 공헌하였다. 1999-2000 시즌에는 PSV 에인트호번으로 이적해 리그 우승에 공헌함과 동시에 2000년 10월 7일, 키프로스와의 경기에서 네덜란드 축구 국가대표팀에서의 첫 경기를 치렀다.
에레디비시 2000-01 시즌에는 PSV 에인트호번의 주장으로서 공수에 걸쳐 활약해 리그 우승에 기여하였으나, 한편으로는 네덜란드 대표팀의 2002년 한·일 월드컵 본선 진출 실패, 유로 2004 직전 자신의 부상 등으로 인해 두 대회 출전이 좌절된 바 있다. 2004-05 시즌에는 14골을 넣어 리그 득점 순위 8위에 올랐고, 동시에 UEFA 챔피언스리그 2004-05에선 팀의 4강 진출에 기여하였다.
2005-06 시즌부터 뛰어난 활약을 주목받아 FC 바르셀로나로 이적하였으나, 당시 FC 바르셀로나를 구성하고 있던 사뮈엘 에토와 호나우지뉴 등의 쟁쟁한 공격수들에 밀려 주전 자리를 차지하는 데 실패하였다.
2006년에는 독일의 FC 바이에른 뮌헨으로 이적하여 그 해 9월 23일, 아헨을 상대로 분데스리가 첫 골을 넣었고, 같은 해 첼시로 이적한 미하엘 발라크의 대체자로서 팀의 핵심을 담당하였다. 2006년 FIFA 월드컵 이후에는 대표팀의 스텝이 총 사퇴하지 않는 한, 대표팀에서 뛰지 않는다고 하였으나, 유로 2008 후 첫 친선 경기에서 대표팀에 복귀하였다. 2008-2009 시즌에는 바이에른 뮌헨 역사상 처음으로 비독일인 주장이 되었다. 그는 아내 안드라와의 사이에서 두 아들과 딸 하나를 두었다.

## 국가대표팀 경력
그리고 2010년 FIFA 월드컵에서 네덜란드의 주전으로서 팀의 준우승에 공헌하였다. 그렇지만 2년 뒤 유로 2012에서는 부진한 모습을 보이며 팀의 조별 예선 탈락의 책임을 안고 그의 장인이 대표팀 감독직에서 물러나자 대표팀을 은퇴하였다. 2013년 5월 13일(한국시간) 2012-13 에레디비시 34라운드 트벤테와의 경기를 마지막으로 현역 은퇴를 선언하였다.

## 특이 사항
그는 과거 페예노르트 감독을 지낸 전 네덜란드 축구 국가대표팀 감독 베르트 판 마르베이크의 사위이다. 마르코 판 바스턴이 국가대표팀 감독을 맡았을 때 판 바스턴 감독과의 불화로 대표팀 소집을 거부하였던 그는, 장인인 베르트 판 마르베이크 감독이 네덜란드 축구 국가대표팀 감독으로 임명된 후 대표팀으로 복귀하였다.

## 수상 내역

### 클럽

#### PSV 에인트호번
- 에레디비시 우승: 2000, 2001, 2003, 2005
- 네덜란드컵 우승: 2005
- 요한 크라위프 실드 우승: 2000, 2001, 2003, 2005

#### FC 바르셀로나
- UEFA 챔피언스리그 우승: 2006
- 라 리가 우승: 2006
- 수페르코파 데 에스파냐 우승: 2005, 2006

#### 바이에른 뮌헨
- 분데스리가 우승: 2008, 2010
- 리가포칼 우승: 2007
- DFB 포칼 우승: 2008, 2010

### 개인
네덜란드 올해의 축구 선수: 2001, 2005